# Gaivota-pequena

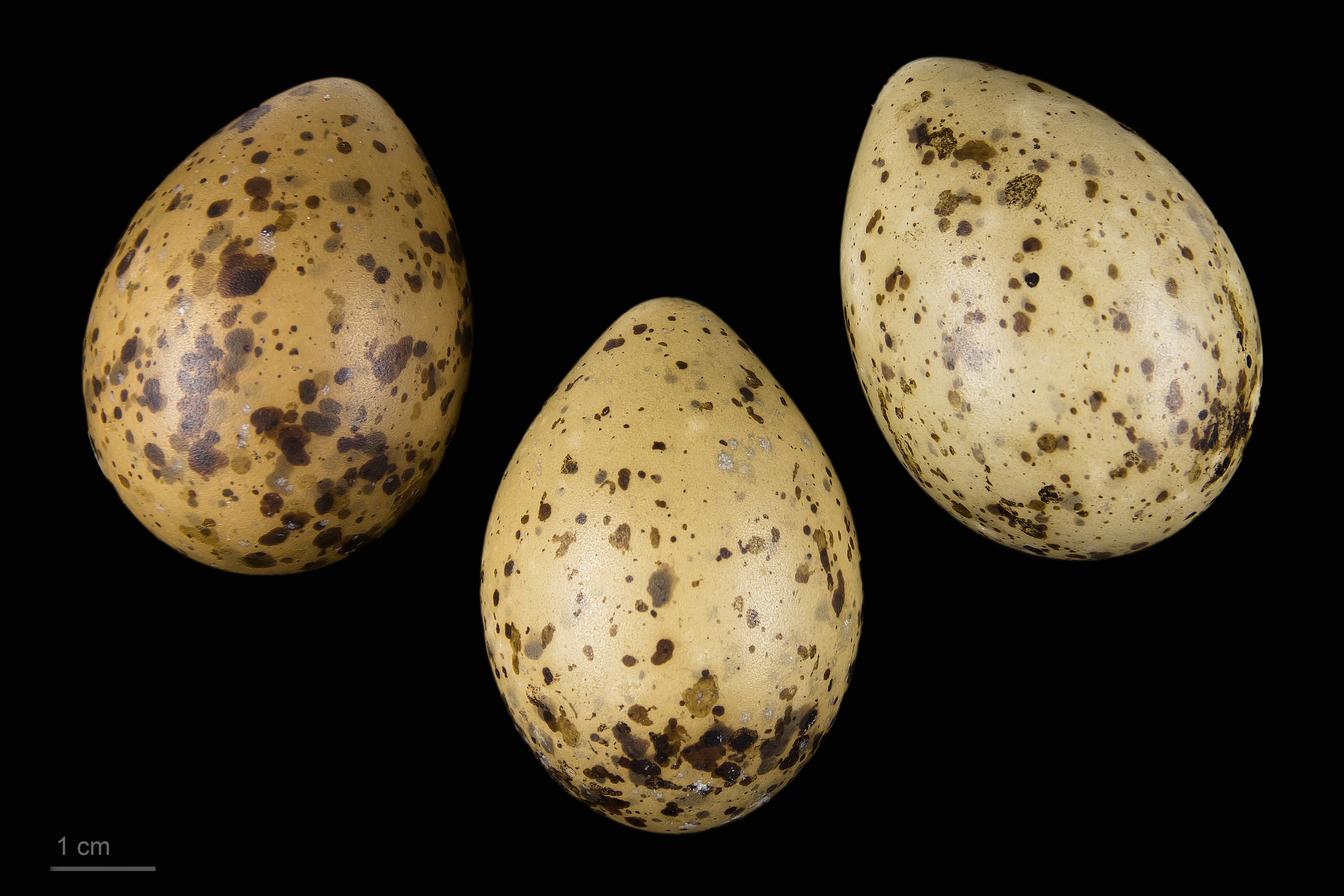
Hydrocoloeus minutus - MHNT

A gaivota-pequena (Hydrocoloeus minutus) é a menor das gaivotas europeias; pertence ao gênero Larus e à família Laridae. Distingue-se pelas suas asas, que são arredondadas e com a face inferior escura, e pelo seu voo leve e gracioso, mais semelhante ao das gaivinas.
Esta espécie nidifica no norte da Europa e é migradora, invernando principalmente no Mediterrâneo. Em Portugal ocorre em pequenos números como invernante e também como migradora de passagem.

## Subespécies
A espécie é monotípica (não são reconhecidas subespécies).